# Aní becllís
L'aní de bec llis (Crotophaga ani) és una espècie d'ocell de la família dels cucúlids (Cuculidae) que habita zones arbustives, matolls, boscos poc densos i ciutats del sud de Florida (Estats Units), algunes illes del Carib, Costa Rica, Panamà, Colòmbia, Veneçuela, les Guaianes, nord del Brasil i cap al sud, per l'oest dels Andes fins a l'oest de l'Equador i per l'est fins al nord de l'Argentina.